# Teatr Migjeni w Szkodrze
Teatr Migjeni w Szkodrze (alb. Teatri "Migjeni") – jedna z najważniejszych scen teatralnych Albanii, która rozpoczęła działalność w listopadzie 1949 w Szkodrze. Powstał jako druga scena zawodowa Albanii, po Teatrze Ludowym.

## Historia
Tradycje amatorskiego ruchu teatralnego w Szkodrze sięgają 1879, kiedy to uczniowie miejscowego kolegium, prowadzonego przez jezuitów, zaprezentowali włoską farsę przetłumaczoną na język albański. Po II wojnie światowej wokół miejscowego Domu Kultury skupiła się grupa aktorów, która wcześniej występowała w teatrach partyzanckich. W listopadzie 1949 z ich pomocą powstała pierwsza scena zawodowa w Szkodrze (druga w Albanii). Przyjęła ona imię znanego poety Migjeniego. Pierwszy zespół teatru tworzyło zaledwie ośmiu aktorów: (Adam Kastrati, Antoneta Fishta, Çezarina Çiftja, Ndrek Prela, Ndoc Deda, Paulin Lacaj, Tefe Krroqi i Vitore Ujka). Wkrótce potem do zespołu dołączyła Tinka Kurti. Pierwszym reżyserem nowego teatru został Andrea Skanjeti. Początkowo zespół występował w starym budynku kolegium jezuickiego, zanim w 1956 nie oddano do użytku całkiem nowego budynku, przeznaczonego docelowo dla 600 widzów.
Pierwszą premierą na scenie szkoderskiej była sztuka radzieckiego dramaturga Borisa Ławrieniowa Rozłam. Do lat 60. w repertuarze teatru dominowały sztuki dramaturgów rosyjskich i radzieckich, ale pojawiały się także dramaty z repertuaru Moliera i Carlo Goldoniego. Pierwszą sztuką albańską wystawioną w Szkodrze w 1954 był dramat Kolё Jakovy Nasza ziemia (Toka jone). Od 1958 w teatrze działał zespół estradowy, kierowany przez Paulina Sekuja.
W początkach lat 60. głównym reżyserem Teatru Migjeni został Esat Oktrova, a w repertuarze zaczęły dominować dramaty autorów albańskich, ale także dzieła Henrika Ibsena i Eduarda De Filippa. Przełom początku lat 90. przyniósł pojawienie się na scenie szkoderskiej utworów Gjergja Fishty i prześladowanego w okresie komunizmu Minusha Jero. W tym czasie w teatrze było zatrudnionych 30 osób, w tym 19 aktorów i 2 reżyserów. W latach 1994–1996 zespół teatru miał możliwość zaprezentowania własnych inscenizacji (w tym autorów albańskich) poza granicami kraju. Jednym z największych sukcesów sceny szkoderskiej była inscenizacja dramatu Stefana Çapaliku Një histori humbësish ose mos pështyni përtokë! (Historia ludzi przegranych albo nie pluć na podłogę!) prezentowana w 2010 na scenach niemieckich, a także na Festiwalu Teatrów Eksperymentalnych w Kairze.
W 2001 stary budynek teatru poddano gruntownej renowacji. Od 2015 funkcję dyrektora Teatru Migjeni pełni aktorka Rita Gjeka. W 2019, w 70 rocznicę powstania teatr został uhonorowany Orderem Nderi i Kombit (Honor Narodu). W 2020 z powodu pandemii koronawirusa teatr przerwał swoją działalność na 8 miesięcy, by wznowić ją w październiku 2020 premierą bajki Gishtëza Hansa Christiana Andersena.
W październiku 2023 nowym dyrektorem teatru został wybrany reżyser Arian Çuliqi.